# Мазаракі Семен Семенович
Семен Семенович Мазаракі (1787—1854) — генерал-лейтенант, начальник Сестрорецького збройового заводу.

## Біографія
Народився 23 липня 1787 року. Освіту здобув у 2-му кадетському корпусі, з якого випущений в 1805 в артилерію.
У 1806—1807 роках брав участь у кампанії проти французів у Східній Пруссії, відзначився у битві при Прейсиш-Ейлау.
За відзнаку під час Вітчизняної війни 1812 був нагороджений орденами св. Анни 4-го ступеня та св. Володимира 4-го ступеня із бантом. У Закордонній кампанії 1813 він заслужив собі орден св. Анни 2-го ступеня та прусський орден «Pour le Mérite». 6 лютого 1814 Мазаракі був нагороджений орденом св. Георгія 4-го ступеня.
У 1820 році був переведений у полковники, 28 лютого 1829 отримав чин генерал-майора.
8 березня 1834 призначений начальником Казанського порохового заводу і виконував обов'язки до квітня 1836.
У 1839 році призначений на посаду командира Сестрорецького збройового заводу.
У 1837 році нагороджений орденом св. Станіслава 2-го ступеня із зіркою. У 1845 році виготовлений в генерал-лейтенанти.
Під час управління Мазаракі Сестрорецьким заводом на заводі було влаштовано спеціальну майстерню для вироблення зразків різного озброєння, якими інших збройових заводах робилися серійні вироби, і було проведено перші досліди з виготовлення нарізних рушниць.
20 лютого 1847 р. Найвищим наказом призначений засідаючим до Загальної Присутності Артилерійського Департаменту Військового міністерства.
Помер у Санкт-Петербурзі 8 жовтня 1854, похований на Лазаревському цвинтарі Олександро-Невської лаври.

## Сім'я
Дружина — Ганна Іллівна Мазаракі (до шлюбу Дебольцева) (нар. 1795, Воронеж — серпень 1870) — дочка видавця, публіциста, перекладача Дебольцева.
Діти:
Семен Семенович (1823, Воронеж — 1888, Кишинів) — полковник у відставці, з 1874 року іменувався як Мазаракі-Дебольцев.
Ілля Семенович (1824, Воронеж — після 1862) — полковник у відставці, директор Воронезького піклування про в'язниці комітету.
Микола Семенович (1825, Воронеж — 1873, Катеринослав) — генерал-майор. Учасник оборони Севастополя.
Олександра Семенівна (1828, Воронеж — після 1910) — у шлюбі Сафонова.
Андріан Семенович (1835, Воронеж — 1906, Ніцца) — меценат, музикант.